# Windy City

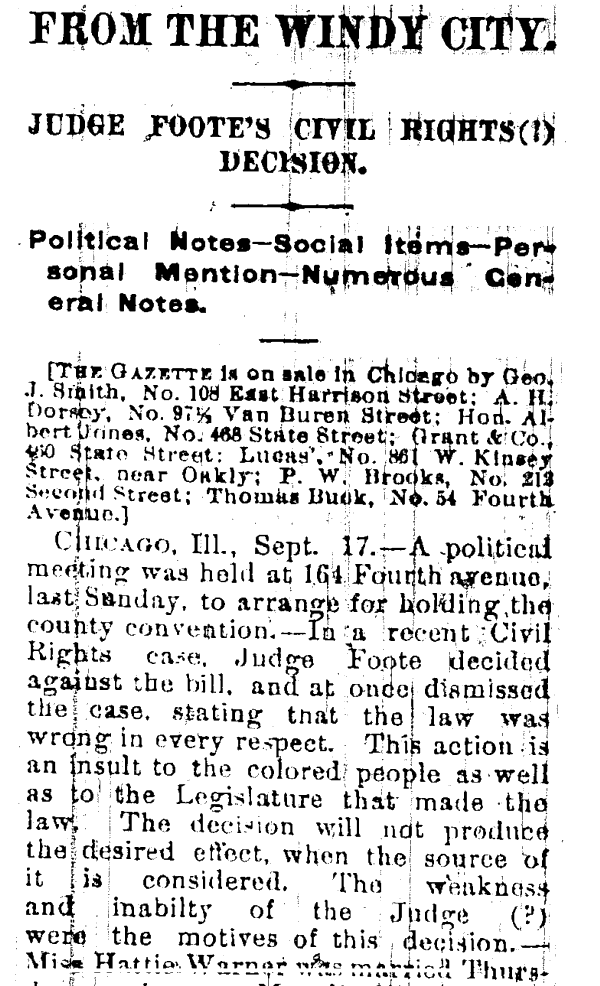
Cet article de journal a été publié par la Gazette de Cleveland en 1885.

L'appellation Windy City (en français : « La ville venteuse ») est certainement le plus connu des nombreux surnoms que l'on donne familièrement à la ville de Chicago aux États-Unis. Parmi les nombreuses spéculations qui existent et qui perdurent, il y a trois principales hypothèses pour expliquer ce surnom que l'on donne depuis longtemps à cette ville : le vent provenant du lac Michigan, la candidature à l'Exposition universelle de 1893 (World's Columbian Exposition), et la rivalité avec la ville de Cincinnati dans l'Ohio. On a suggéré que des journalistes et des hommes politiques étaient largement responsables de la popularisation et de la déformation de ce surnom.
La première référence connue est un article du Chicago Tribune attribuant ce surnom à la ville en raison des vents forts et glaciaux qui frappèrent Chicago durant l'hiver 1858. La deuxième référence date de 1876 et implique la rivalité entre les villes de Chicago et Cincinnati pour le commerce de la viande et les équipes de baseball des White Sox de Chicago et des Red Stockings de Cincinnati.
Selon certaines sources, l'appellation Windy City aurait été utilisée pour la première fois par l'éditeur Charles Anderson Dana du quotidien The New York Sun, dans l'appel d'offres pour l'Exposition universelle de 1893. Le surnom est resté populaire durant une longue période, et ce, bien après que la concurrence entre Chicago et New York pour la candidature de l'Exposition universelle de 1893 ne soit terminée.
D'après une autre source provenant de l'Encyclopedia of Chicago, la puissance du qualificatif windy (qui vient du mot anglais  wind, « vent ») réside dans l'utilisation métaphorique de ce mot pour signifier "bavard" ou "vantard". En effet, les politiciens de Chicago sont devenus célèbres pour leur prolixité et la situation géographique centrale de la métropole du Midwest comme ville hôte des conventions politiques a également contribué à associer Chicago avec les politiciens loquaces, ce qui justifierait ainsi le surnom à double sens.

## Explications du surnom

### Le climat

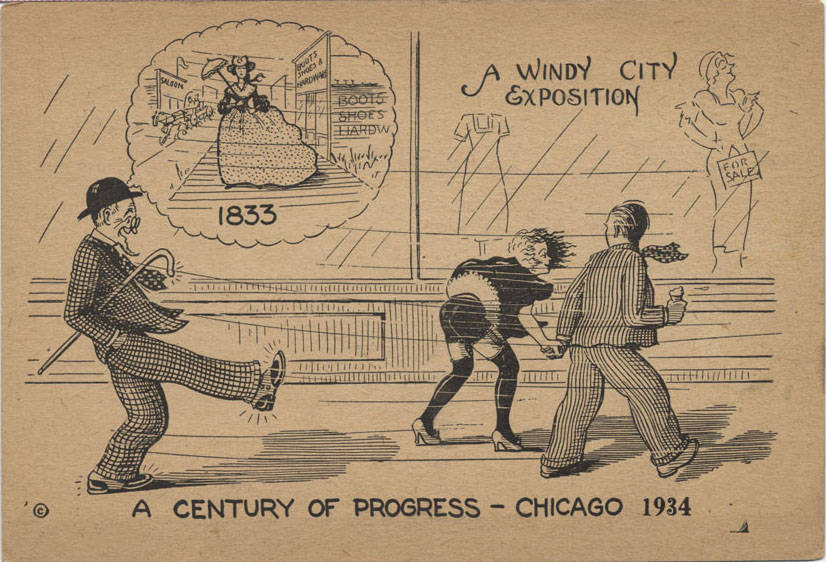
Carte postale humoristique intitulée – A Windy City Exposition, A Century Of Progress - Chicago 1934 – faisant la promotion de l'Exposition universelle de 1933 qui eut lieu à Chicago entre le 27 mai 1933 et le 31 octobre 1934.

La position géographique de Chicago au cœur du Midwest (région réputée pour sa platitude), entre les Grandes Plaines et les Grands Lacs, ainsi que le vent tourbillonnant au milieu des gratte-ciel de Downtown Chicago donnent du crédit à l'application littérale de ce surnom datant de la fin des années 1800, mais l'une des observations favorites des guides touristiques et des ouvrages de référence est qu'en fait le climat de Chicago n'est pas particulièrement venteux. En effet, bien qu'il soit vrai que des vents forts et glaciaux puissent frapper la ville certains jours d'hiver, du fait de la situation de Chicago en bordure du lac Michigan, ils ne sont présents que durant 2,3 % de l'année.
Un autre facteur est la façon dont la ville a été reconstruite après le Grand incendie de Chicago en 1871 ; les urbanistes Daniel Burnham et Edward H. Bennett qui sont les concepteurs du plan de restructuration urbaine de Chicago de 1909 (projet connu sous le nom de « Plan Burnham ») ont tracé les rues en système de grille, assez typique des villes américaines, ce qui a favorisé des couloirs venteux dans les zones à haute densité, comme dans le secteur financier du Loop par exemple, où le vent traverse le bas des colonnes et des lignes formées par les bâtiments. Toutefois, indépendamment de ces faits, Chicago n'est pas plus venteuse que toute autre ville américaine.
Par exemple, la vitesse moyenne annuelle du vent à Chicago est la suivante : 16,0 km/h ; Boston : 19,0 km/h ; New York, Central Park : 15,0 km/h ; et Los Angeles : 12,1 km/h. Parmi les grandes villes, Chicago ne fait pas partie du classement des 10 villes les plus venteuses des États-Unis. Partageant le même surnom, Wellington, la capitale de la Nouvelle-Zélande, est souvent considérée comme la ville la plus venteuse du monde en raison de sa vitesse moyenne du vent et de la plus forte rafale enregistrée. 
L'explication du texte qui suit a été publiée le 20 novembre 1892, dans le journal Freeborn County Standard de la petite ville d'Albert Lea au Minnesota :

« Chicago fut appelée la "ville venteuse", le terme étant utilisé métaphoriquement, du fait de son incapacité malgré les déclarations dithyrambiques des politiciens locaux d'inaugurer à temps l'Exposition universelle pour la célébration du 400e anniversaire de l'arrivée de Christophe Colomb sur le continent. Celle-ci fut inaugurée un an plus tard, en 1893 ! Ce sobriquet, signifiant en fait "qui brasse de l'air", lui fut donné par la presse de New York, et bien qu'à la base ce fut un terme péjoratif, ce surnom lui est resté. »

« Mais dans un autre sens Chicago gagne en réalité le titre de "ville venteuse" en rapport avec les grandes constructions qui ont été réalisées par des architectes qui n'avaient apparemment pas prévu que le vent pouvait souffler violemment par moments dans les rues. En vous promenant devant le Masonic Temple Building ou l'Auditorium Building durant n'importe quel jour de l'année, et bien que cela puisse être parfaitement calme ailleurs, vous rencontrerez une vive brise à la base du bâtiment qui vous contraindra de mettre votre main à votre chapeau. »

### La rivalité avec Cincinnati
Dans les années 1860 et 1870, Chicago était réputée pour être une grande rivale de la ville de Cincinnati dans les domaines économiques et sportifs. À l'instar de Chicago, Cincinnati était connue pour son commerce de la viande et elle était appelée « Porkopolis », un surnom qui date d'au moins 1843. À partir du début des années 1860, grâce à ses usines de conditionnement et à ses grands abattoirs (les Union Stock Yards), Chicago a dépassé Cincinnati dans l'industrie de la viande et a fièrement revendiqué le même surnom « Porkopolis ».
À cette époque, les matchs de baseball étaient particulièrement intenses. En 1869, les Red Stockings de Cincinnati (les « chaussettes rouges ») faisaient la fierté du baseball aux États-Unis, de manière que Chicago est arrivée avec une équipe rivale appelée White Sox de Chicago (les « chaussettes blanches »). L'appellation Windy City apparaissait souvent dans les nouvelles sportives de Cincinnati dans les années 1870 et 1880.
Quatre des premières citations connues de Windy City datent de 1876 et concernent toutes Cincinnati :
- Chicago Tribune, le 20 avril 1876, titre : « The WINDY CITY Jay-Rollers La-Crosse Team Wins Inaugural Game against Cincinnati Nannies ».
- The Cincinnati Enquirer, le 9 mai 1876, titre : « THAT WINDY CITY. Some Freaks of the Last Chicago Tornado ».
- The Cincinnati Enquirer, le 13 mai 1876, titre : « Only the plucky nerve of the eating-house keeper rescued the useful seats from a journey to the Windy City ».
- Chicago Tribune, le 2 juillet 1876 : « The Cincinnati Enquirer, in common with many other papers, has been waiting with great anxiety for the fulfillment of its prophecy: that the Chicago papers would call the Whites hard names when they lost. Witness these scraps the day after the Whites lost to the Athletics : There comes a wail to us from the Windy City ».

### L'Exposition universelle de 1893

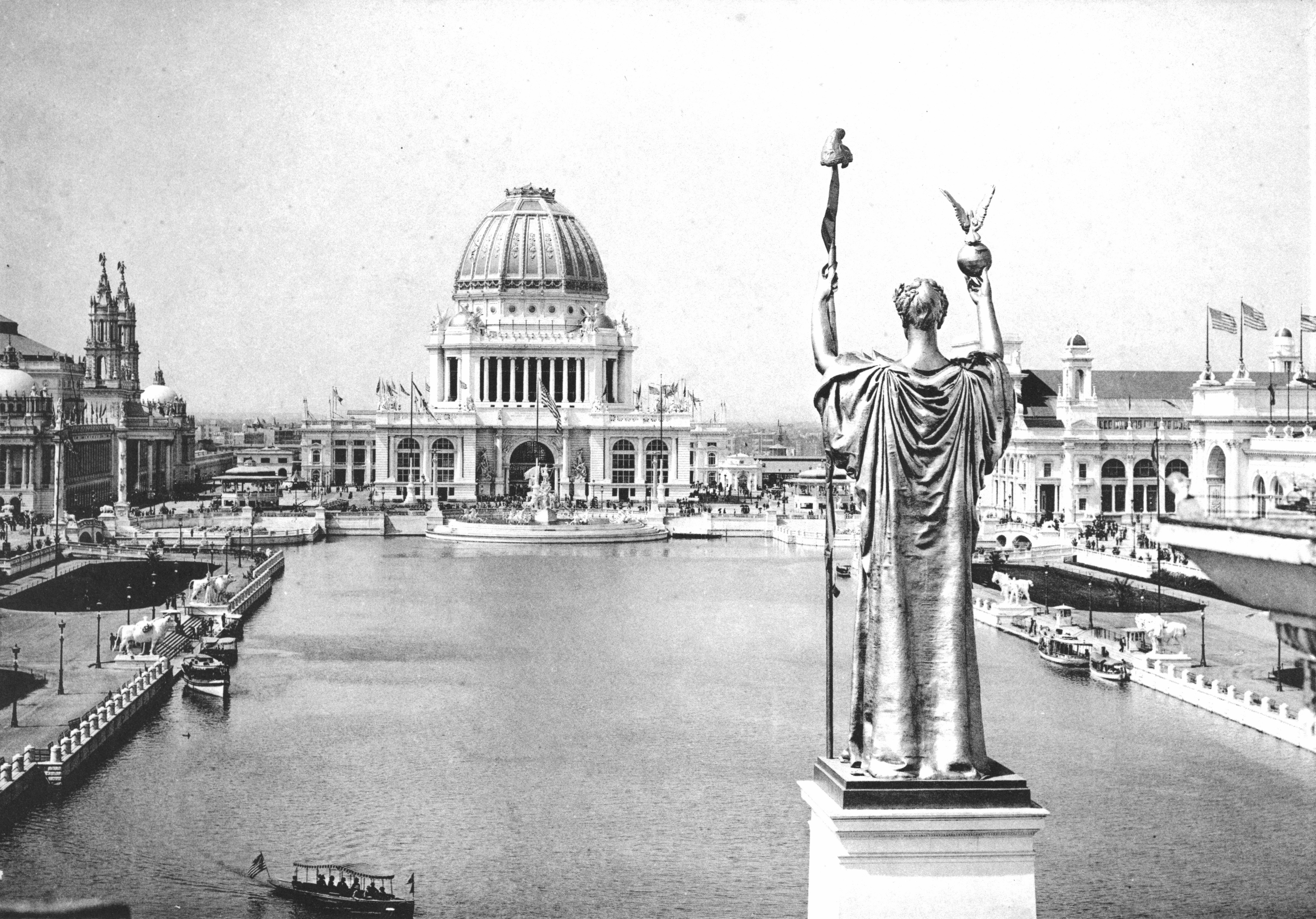
La Cour d'honneur à Jackson Park, avec la statue de la République au premier plan et l'Administration Building au second plan, était le site de l'Exposition universelle de 1893.

Pour la célébration du 400e anniversaire de la découverte de l'Amérique par Christophe Colomb le 12 octobre 1492, les États-Unis prévoyèrent d'organiser une foire mondiale. Ils considérèrent l'événement comme un moment opportun surtout à la suite du succès français de l'Exposition universelle de Paris de 1889 avec la construction de la tour Eiffel. Ce projet d'exposition internationale fut salué comme une chance par de nombreux américains leur donnant l'occasion de prouver au monde qu'ils étaient eux aussi capables d'organiser et de concevoir des chefs-d'œuvre architecturaux.
Ce prestige incita plusieurs grandes villes américaines à la concurrence pour accueillir la foire. Dans la liste du classement, les trois principales villes furent New York, Saint-Louis et Washington, D.C. Beaucoup de New-Yorkais pensèrent que leur ville avait la victoire assurée. En fin de compte, New York et Chicago furent les deux villes retenues par le jury. En 1890, après huit tours de scrutin, Chicago remporta la candidature pour accueillir l'Exposition universelle de 1893 (appelée World's Columbian Exposition), également connue comme « l'Exposition universelle de Chicago ». Beaucoup de grands politiciens new-yorkais furent extrêmement irrités qu'une ville "secondaire" puisse les battre.
Un mythe populaire désigne Charles Anderson Dana, alors rédacteur en chef au New York Sun, comme étant la première personne à avoir utilisé l'appellation Windy City. Il existe quelques preuves démontrant que Charles Dana avait déjà utilisé cette appellation pour qualifier la ville de Chicago. La première attribution connue de Charles Dana sort d'un article paru dans le Chicago Tribune où il fait allusion au terme de Windy City.

« Ne faites pas attention aux revendications insensées de cette ville venteuse [écrit Charles A. Dana jour après jour dans le New York Sun], les Chicagoans n'avaient pas les épaules pour bâtir une Exposition universelle, même si leur ville a gagné. »

Les journalistes du XIXe siècle appelaient fréquemment Chicago « Windy City » parce qu'ils pensaient que les politiciens de la métropole du Midwest n'étaient que des opportunistes. Toutefois, il convient de noter que cette rivalité opposait Chicago, métropole en pleine expansion au XIXe siècle, à d'autres villes telles que New York, d'où provenaient la plupart de ces journalistes. En d'autres termes, Windy City n'est pas un surnom que Chicago s'est donné, mais plutôt quelque chose que la ville a adopté au fil du temps.

## Dans la culture populaire
- Windy City est un morceau sorti en 1977 sur l'album Off the Record du groupe de glam-rock anglais The Sweet.
- Windy City est un film sorti en 1984 et réalisé par Armyan Bernstein, avec comme acteurs principaux John Shea et Kate Capshaw.
- Le Windy City Times (WCT) est un journal fondé en 1987 et consacré à la communauté LGBT de Chicago.
- Michael Jordan: Chaos in the Windy City est un jeu de plates-formes sorti en 1994 sur la Super Nintendo mettant en scène le célèbre joueur de basket-ball Michael Jordan.
- Les Rollers de Windy City sont un club sportif féminin de roller derby fondé en 2004 à Chicago.
- Les Bulls de Windy City sont une équipe mineure de basketball (affiliée à l'équipe professionnelle des Bulls de Chicago) créée en 2017 à Chicago par la NBA Gatorade League.
- Le Windy City Open est un tournoi de squash créé en 1994 qui se tient chaque année à l'University club of Chicago.